# Real de Montroi
Real de Montroi település Spanyolországban, Valencia tartományban. Real de Montroi Llombai, Montserrat, Montroy és Dos Aguas községekkel határos. Lakosainak száma 2435 fő (2024).

## Népesség
A település népessége az utóbbi években az alábbiak szerint változott:
| Lakosok száma | 1772 | 2031 | 2150 | 2329 | 2330 | 2321 | 2184 | 2154 | 2287 | 2435 |
|               | 2001 | 2004 | 2007 | 2009 | 2012 | 2014 | 2017 | 2019 | 2022 | 2024 |

## Híres személyek
- itt született José Cerveró (1949–2024) spanyol labdarúgó